# Emilia Zdrojowa
Emilia Teresa Zdrojowa (ur. 28 marca 1936 w Jarocinie, zm. 15 maja 2024 tamże) – polska działaczka kulturalna, wieloletnia prezeska Chóru im. Kazimierza Tomasza Barwickiego w Jarocinie, nauczycielka, księgowa, aktywistka społeczna oraz propagatorka pamięci o wysiedleniach Polaków w okresie II wojny światowej.

## Życiorys
Emilia Zdrojowa urodziła się w Jarocinie w rodzinie Edwarda Nawrockiego, dentysty, i Zofii z domu Wawrzyniak. W czasie II wojny światowej, w wieku trzech lat, została wraz z rodziną wysiedlona do Opoczna, gdzie jej ojciec otworzył gabinet stomatologiczny. Po wojnie rodzina wróciła do Jarocina, gdzie Emilia kontynuowała edukację.
Była absolwentką Liceum Ogólnokształcącego im. Tadeusza Kościuszki w Jarocinie. Jej marzeniem było studiowanie na Akademii Medycznej. Pomimo to rozpoczęła karierę zawodową jako farmaceutka w Aptece nr 17 w Jarocinie, a później jako księgowa w Państwowym Ośrodku Kształcenia Bibliotekarzy.

## Działalność kulturalna
W 1949 roku dołączyła do szkolnego chóru prowadzonego przez Alfonsa Kowalskiego. W 1957 roku została członkinią Chóru im. Kazimierza Tomasza Barwickiego, gdzie przez wiele lat pełniła różne funkcje organizacyjne. W 1987 roku została prezesem chóru, którym kierowała aż do swojej śmierci.
Była inicjatorką wielu wydarzeń muzycznych, w tym corocznego „Wielkopolskiego Śpiewania” w Jarocinie. Nawiązywała współpracę z chórami w Polsce i za granicą, organizowała warsztaty i jubileusze, a także pozyskiwała sponsorów i fundusze na działalność artystyczną.

## Upamiętnienie historii wysiedleńców
Emilia Zdrojowa była również aktywnie zaangażowana w przypominanie o losach wysiedlonych z Jarocina do Opoczna podczas II wojny światowej. Współpracowała z lokalnymi szkołami, opowiadając o trudnych doświadczeniach wojennych. Wystąpiła w filmie dokumentalnym poświęconym tym wydarzeniom.

## Nagrody i odznaczenia
- Odznaka „Zasłużony Działacz Kultury” (2001)
- Odznaka honorowa „Za Zasługi dla Województwa Wielkopolskiego” (2002)
- Złota odznaka z wieńcem laurowym za działalność społeczną i zasługi dla Związku Chórów i Orkiestr (2008)
- Złoty Krzyż Zasługi (2011)
- Odznaka honorowa „Zasłużony dla Kultury Polskiej” (2012)
- Nagroda im. gen. Stanisława Taczaka (2021)[2]

## Życie prywatne
Emilia Zdrojowa była żoną Janusza Zdrojowego. Mieli troje dzieci, siedmioro wnuków i jednego prawnuka. Na emeryturze angażowała się w działalność Jarocińskiego Uniwersytetu Trzeciego Wieku, którego była współzałożycielką i wiceprezeską. Była także członkinią Stowarzyszenia Absolwentów Liceum Ogólnokształcącego w Jarocinie.

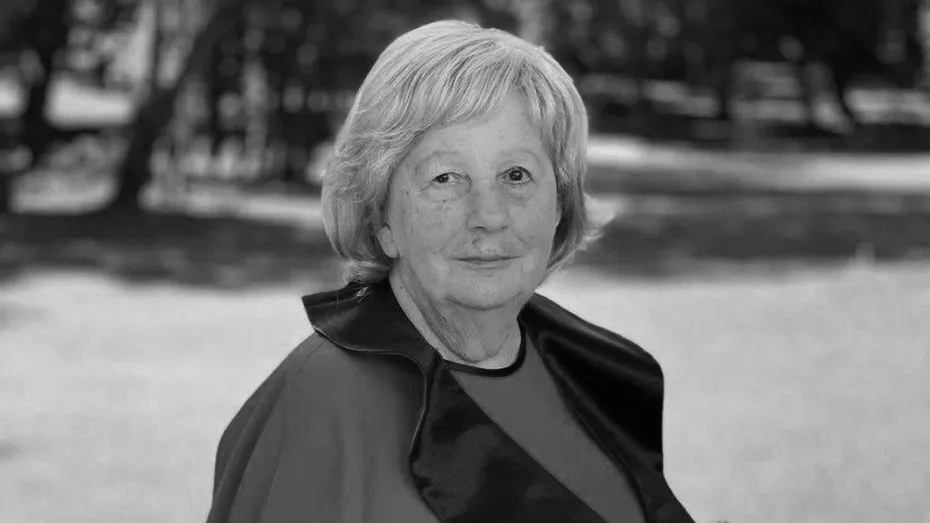
Emilia Zdrojowa
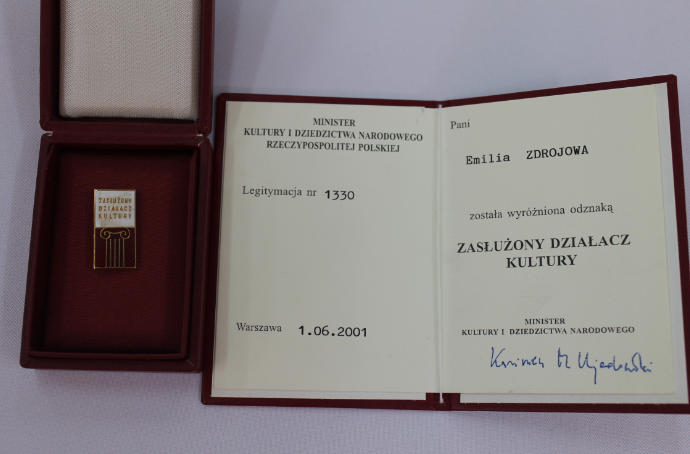
Odznaka „Zasłużony Działacz Kultury”
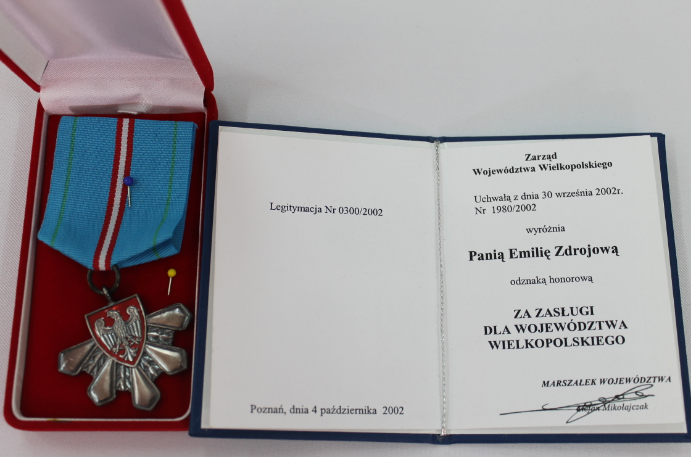
Odznaka honorowa „Za Zasługi dla Województwa Wielkopolskiego”
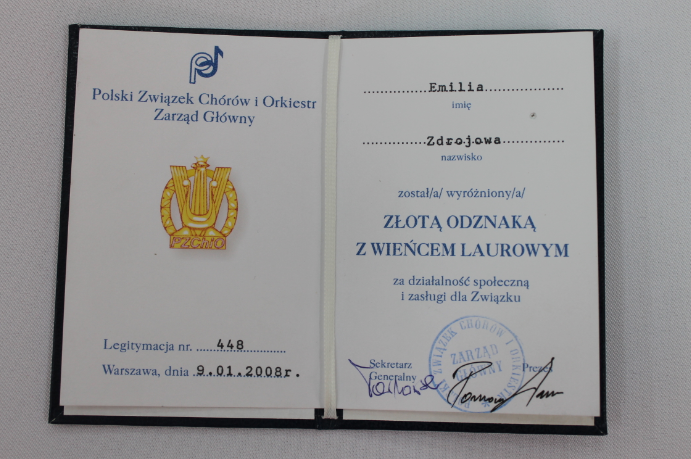
Złota odznaka z wieńcem laurowym
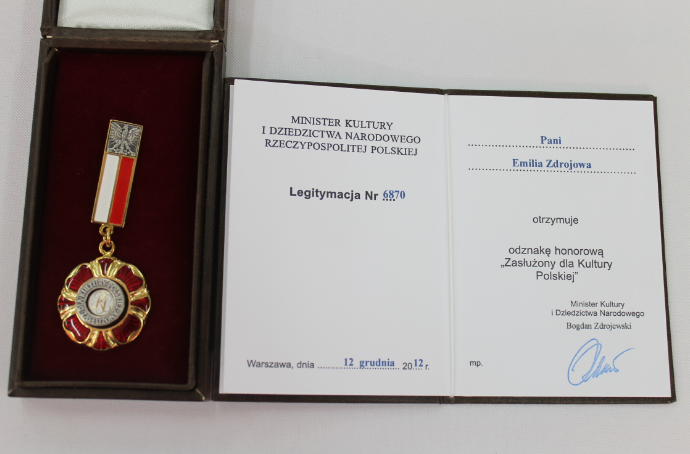
Odznaka honorowa „Zasłużony dla Kultury Polskiej”
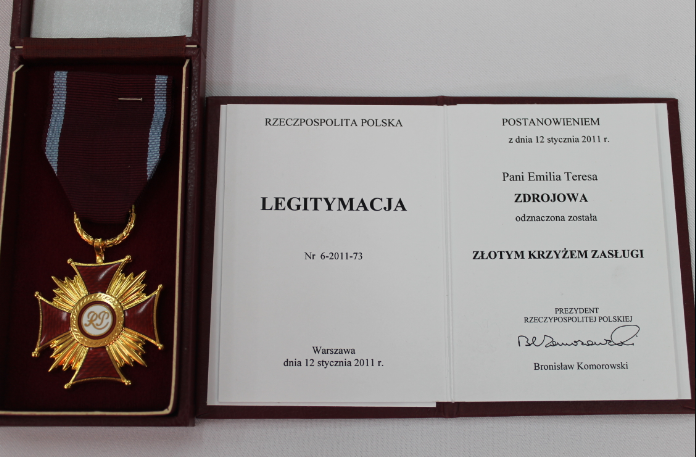
Złoty Krzyż Zasługi Emilii Zdrojowej